# Jürgen Creutzberger
Jürgen Creutzberger († 1645 in Lübeck) war ein deutscher Formschneider und Briefmaler.

## Leben
Jürgen Creutzberger kam vermutlich aus Nürnberg als Geselle nach Lübeck, wo er bei Christopher Diebel, dem Sohn und Nachfolger von Elias Diebel arbeitete. 1593 erwarb er das Lübecker Bürgerrecht und machte sich selbständig. Von 1608 bis 1645 ist er als Eigentümer des Hauses Hundestraße 16 nachgewiesen. Er erwarb das Haus, das bis zur Reformation  das Wohnhaus der blauen Sänger der Marientiden gewesen war, von dem Maler Moritz van Gehrden (Gehren). Creutzberger stand überhaupt mit den Malern der Stadt in freundschaftlichem Kontakt. Als er Ursula Falcke, seine zweite Frau, heiratete, fand die Feier im benachbarten Haus des Malers Johannes Willinges in der Hundestr. 10 statt. Nach Willibald Leo von Lütgendorff-Leinburg war Creutzberger „zweifellos ein besonders geschickter Mann“, der „unter seinen Genossen einen gewissen Vorrang“ einnahm.
Jürgen Creutzberger ist um 1645 gestorben und hinterließ sein Haus seiner Witwe und seinen Kindern. Es ist wahrscheinlich, dass der Nürnberger Illustrator Paul Kreutzberger († 1681) ein naher Verwandter (Neffe?) von ihm gewesen ist. Der ebenfalls in Nürnberg tätige und in Lübeck geborene Formschneider Conrad Krautsberger war vermutlich sein Sohn. Seine Tochter Katharine hatte im Jahre 1632 den Briefmaler und Formschneider Hans Vanselow geheiratet, der damals in der Papenstrate wohnte, bis er 1646 von der Witwe und den Miterben seines Schwiegervaters dessen Haus in der Hundestraße erwarb. Zu diesem Zeitpunkt wollte sich Creutzbergers Witwe mit dem Briefmaler und Kartenmacher Lorenz Schloer verheiraten.
Creutzbergers Hauptwerk sind Einblattholzschnitte, mit Wasserfarben koloriert und mit Andachts-Texten versehen. Sein Impressum lautet: Zu Lübeck bey Jürgen Creutzberger, Formschneider und Brieffmahler in der Hundestraßen. Zahlreiche seiner Drucke blieben erhalten, weil sie als Schmuck im Inneren von Gesangbuchschränken im Kastengestühl der Lübecker Jakobikirche eingeklebt waren.

## Werke

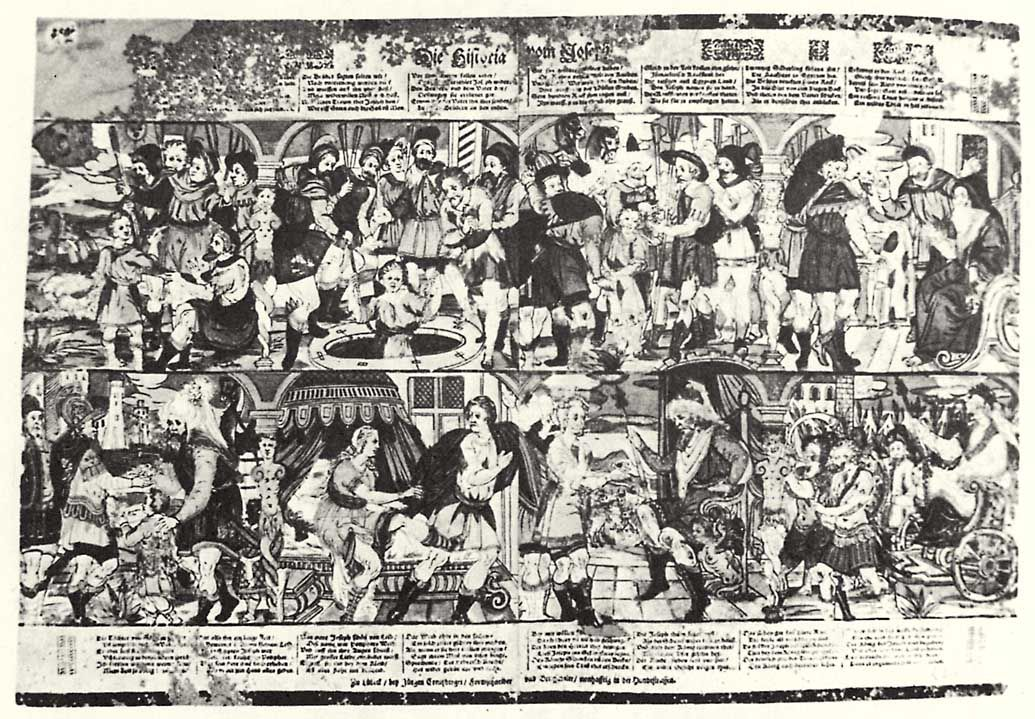
Die historia vom Joseph.

- In der Graphiksammlung des St.-Annen-Museums, Lübeck:
  - Die heilige Jungfrau Maria mit Ihrem Kindelein Jesu. (Maria lactans in einem Rosenkranz)[4]
  - Die sieben Werke der Barmherzigkeit.[5]
  - Die Geschichte Adams und Evas im Paradiese.
  - Der Erzengel Michael.
  - Die historia vom Joseph. in Form eines Bilderbogens
  - Betende Maria.
  - Anbetung des neugeborenen Jesuskindes.
  - Salvator mundi (segnender Christus mit der Weltkugel).

- Warhafftige Abcontrafactur, ...Christiani des Anderen..., London, British Museum[6]
- Warhafftige Abcontrafactur, Von einer Braunschweigischen Jungfrawen, mit Namen Gesche Magdeburgs..., u. a. Herzog August Bibliothek Wolfenbüttel[7]